# Joan Recasens i Guinot
Joan Recasens i Guinot (Barcelona, 1961) Graduat en Dret, Màster en Advocacia, és un polític català, diputat al Parlament de Catalunya en la VIII, IX i X legislatures.
Militant de Demòcrates de Catalunya i ex-militant d'Unió Democràtica de Catalunya, ha estat, entre altres càrrecs, president de la Intercomarcal de Barcelona Comarques des de 2004, tinent alcalde de Presidència i Serveis Territorials de Sant Cugat del Vallès des de 2003, Conseller Comarcal del Vallès Occidental 1990-1991, president local de Sant Cugat del Vallès 1990-2004, diputat provincial des de 1995 i diputat a les eleccions al Parlament de Catalunya de 2006 i 2010. El 2013 substituí en el seu escó Antoni Castellà i Clavé.

## Expulsió d'Unió Democràtica de Catalunya
El 14 de juny de 2015 el líder d'UDC Josep Antoni Duran, amb el 50,9 % de vots aconsegueix un suport ajustat del seu partit per a condicionar el pla que Artur Mas ha traçat cap a la independència de Catalunya contra el 46,1 % que aconsegueix el sector independentista, on s'inclou Joan Recasens.
El 20 de juny és un dels membres constituents de la plataforma Hereus del 1931 dins d'UDC que neix amb l'objectiu de construir una candidatura d'unitat per les eleccions i que proposi obertament treballar per a ser un Estat Independent.
El 29 de juny de 2015 fou suspès de militància d'Unió Democràtica de Catalunya per "haver manifestat públicament una posició contrària a l'expressada en el consell nacional del partit amb relació a concórrer a les eleccions com a Unió i amb el full de ruta validat per la militància. Amb en Recasens també varen ser expulsats Núria de Gispert, Antoni Castellà, Assumpció Laïlla, Josep Martorell, Marta Vidal, Mercè Jou i Elena Ribera per 16 vots a favor, 10 en contra i 2 abstencions.

## Demòcrates de Catalunya
El 12 de juliol de 2015 el sector independentista d'Unió crea un nou partit: Demòcrates de Catalunya liderat per Antoni Castellà, Núria de Gispert i Assumpció Laïlla, i en 2019 va encapçalar la llista de Sant Cugat per la Independència - Primàries Catalunya a les Eleccions municipals espanyoles de 2019 a Sant Cugat del Vallès, sense sortir elegit regidor.